# Eugenia (Gemeinde Schrems)
Eugenia ist ein Stadtteil der Stadtgemeinde Schrems im Bezirk Gmünd in Niederösterreich.

## Geografie
Der Stadtteil schließt im Norden an Zwiemannsbusch und Kollersdorf und bildet den nördlichsten Stadtteil von Schrems. Im Osten fließt der Braunaubach am Ort vorüber. Bekannt ist der Stadtteil auch durch die Firma Eaton Industries (ehemals Felten & Guilleaume). Am 1. April 2020 umfasste der Stadtteil 99 Gebäude.

## Geschichte
Dem Franziszeischen Kataster von 1823 ist an dieser Stelle keine Ortslage bekannt. Im Jahr 1829 gründete der Inhaber der Herrschaft Schrems, Baron Johann Bartenstein, am Ufer des Braunaubaches eine Glashütte, die er nach seiner Tochter Eugenia benannte. Bereits um 1840 fanden hier 300 Arbeiter Beschäftigung und die im Vorfeld entstanden Siedlung wurde zunächst Glasarbeitersiedung genannt. Dieser Ort kam 1850 zur Gemeinde Schrems. Laut Adressbuch von Österreich waren im Jahr 1938 in Eugenia ein Gastwirt und zwei Viktualienhändler ansässig.